# Rita Rato
Rita Rato Araújo Fonseca (Estremoz, 5 de janeiro de 1983) é uma política portuguesa. É licenciada em Ciência Política e Relações Internacionais pela Universidade Nova de Lisboa e militante do Partido Comunista Português.
Foi deputada pelo PCP à Assembleia da República em três legislaturas, entre 2009 e 2019, e fez parte, como coordenadora do grupo parlamentar, da Comissão de Educação, Ciência e Cultura (2011-2015).
Em julho de 2020, foi nomeada pelo executivo da Câmara Municipal de Lisboa (CML), na altura liderado por Fernando Medina, para o cargo de diretora do museu Cadeia do Aljube, tendo sido, em 2023, reconduzida no cargo até 2026. Em dezembro de 2021, a Sábado noticiou que Rita Rato havia contratado militantes do PCP para o museu, sendo que nem a CML nem a Empresa de Gestão de Equipamentos e Animação Cultural (EGEAC) esclareceram o modo como tinham sido feitas tais contratações.